# Yada Bharata
En el marco de la mitología hindú, Yada Bharatá (‘Bharatá el Idiota’) fue un sabio rey que abandonó todas sus riquezas pero tuvo que renacer como un animal debido al apego y más tarde se hizo pasar por una persona estúpida.

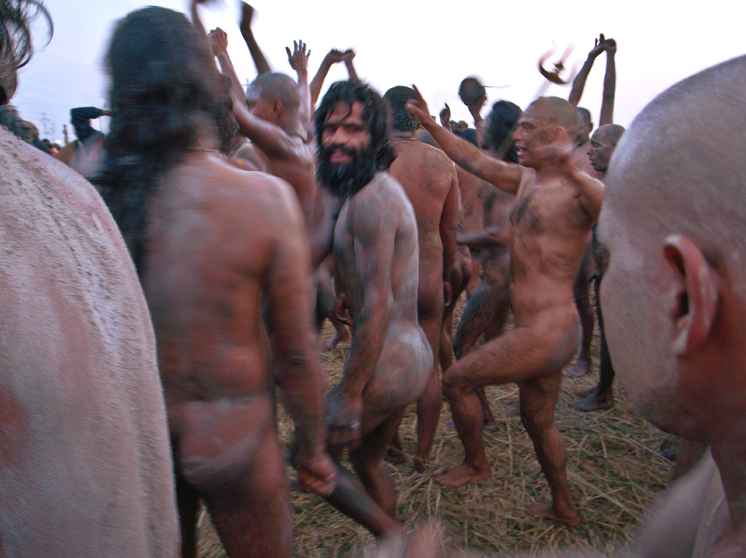
Los naga baba (‘sabios desnudos’) son meditadores hinduistas que no siguen las reglas sociales, no se visten, casi siempre realizan votos de silencio durante años o durante toda la vida. Bharatá el Idiota era un avadhuta (‘el que se sacude [las reglas sociales]’) parecido a estos personajes.

- jaḍabharata, en el sistema AITS (alfabeto internacional para la transliteración del sánscrito).
- जडभरत, en escritura devanagari del sánscrito.
- Pronunciación: /yada bharatá/ o /shada bharatá/.[1] (No se pronuncia /iada/).
- Etimología: el estúpido Bharatá, siendo yada: ‘apático, estúpido’, bharatá: ‘descendiente del rey Bharata’ o ‘perteneciente a la tribu bhárata’.[1]

Su leyenda aparece
en algunos textos yainas,
en la Yabala-upanishad,
en la segunda sección del Visnú-purana (siglo III a. C.),
en el quinto canto del Bhágavata-purana (siglo XI).

## Su vida como rey
Bharatá nació en el clan solar, en el linaje del rey-dios Manu.
Era el mayor de los cien hijos del rey santo Rishabha Deva, quien reinó sobre toda la Tierra.
Cuando Rishabha envejeció, dejó su reino a su primogénito Bharatá y se retiró al bosque a realizar tapas (austeridad).
De acuerdo con el Bhágavata-purana, cuando Bharatá ascendió al trono se casó con una niña llamada Pañchajani y tuvo cinco hijos con ella.
Bharatá reinó sobre todo el mundo durante largo tiempo de manera justa.
Realizó varios iañas (sacrificios [de animales]) importantes, adoró a los dioses de la manera prescrita y realizó muchas acciones dhármikas.
De esa manera acumuló mucho mérito kármico.
Se retiró a la ermita del rishi (sabio) Pulaja en las orillas del río Gandaki y con el paso de los años se convirtió en un gran sabio.
Cuando Bharatá envejeció, dividió el reino entre sus cinco hijos y tal como hizo su padre, se retiró al bosque a experimentar el tapas.

## Bharatá confundido por apego a un venado
Un día, mientras adoraba al dios del Sol en las orillas del río, vio una solitaria cierva preñada calmando su sed en las aguas.
Apenas había tocado las aguas, cuando se escuchó el rugido de un león.
La venada, aterrorizada, saltó en el agua y cruzó a toda velocidad a la otra orilla..
En la lucha por cruzar el río, y debido al miedo, la cierva dio a luz a un venado en medio de la corriente.
Al llegar a la otra orilla, la venada murió debido al estrés.
El sabio rey, al ver esta escena, sintió compasión por el cachorro que era arrastrado por las aguas.
Salvó al venado y lo llevó a su ermita, donde le dio de comer y lo protegió de las bestias salvajes.
Pronto se desarrolló un gran afecto por el venado.
Tiempo después el sabio estaba tan apegado al animal que no podía separarse de él ni por un momento.
Tenía toda clase de miedos por el bienestar de su mascota y oraba a los dioses por su seguridad.
Olvidó sus deberes como sabio y empezó a actuar como un tonto padre de familia que se preocupa por el bienestar de los suyos.
Al morir, todos sus pensamientos estaban centrados en el venado.

## El siguiente nacimiento de Bharatá (venado)
Las escrituras hindúes declaran que una persona debe nacer como aquello en lo que pensó al momento de la muerte. En su siguiente nacimiento, el sabio rey Bharatá entró en el cuerpo de un venado, donde se convirtió en semen y fue impregnado en el útero de una venada.
Nació como un venado, pero como resultado de su tapas y su karma favorable, y a que había casi alcanzado la perfección espiritual, el venado podía recordar su vida anterior.
Se lamentó: «¿Cómo pude ser tan tonto de haberme apegado a un animal? No repetiré ese error».
Siendo apenas un cachorro, abandonó a su madre y se fue a vivir en las cercanías de un rishi, donde pasó el tiempo escuchando las oraciones del sabio y pensando en los dioses.
Cuando sintió que la muerte se acercaba, el venado entró en el agua, y de pie abandonó el cuerpo.

## El siguiente nacimiento de Bharatá (estúpido)
En su siguiente nacimiento, el venado entró en el cuerpo de un sabio bráhmana, donde se convirtió en semen y fue impregnado en el útero de su esposa bráhmana.
Podía recordar quién era y porqué había vuelto a nacer, por lo que se propuso no volver a cometer los mismos errores.
Como bebé, Bharatá no mostró ningún apego a su familia.
Ni siquiera hablaba.
Por eso la gente lo empezó a llamar Yada (‘estúpido’).
Su padre sin embargo le dio la iniciación como bráhmana, le puso un cordón sagrado y trató de enseñarle los Vedás.
Bharatá no le prestó mucha atención.
Cuando su anciano padre murió, sus hermanos lo echaron de su casa paterna (como se hace en la india con las personas con capacidades diferentes).
Para esa época, Bharatá ya era un maduro gñani (pensador, conocedor).
Prácticamente andaba desnudo y vagabundeaba como un avadhuta (sabio renunciante a todas las reglas sociales).
Comía todo lo que le daban, en cualquier estado.
Así desarrolló un cuerpo muy fuerte.
La gente le hacía hacer toda clase de trabajos pesados, como un buey, sin darle recompensa o aprecio.
Un día unos ladrones lo capturaron.
Lo llevaron a un templo de la diosa Kālī para ofrecerlo como sacrificio humano.
Bharatá no se resistió.
El jefe de los ladrones levantó la espada para cortarle la cabeza.
En ese momento la estatua de la Diosa Madre, iracunda, saltó sobre el ladrón, le arrancó la espada de la mano, decapitó a todos los ladrones, y danzó salvajemente.
Bharatá ni siquiera la miró.

## El encuentro con Rahugana
En otra ocasión, los sirvientes del rey Rahugana (del reino Sauvira) estaban buscando a algún hombre para reemplazar a uno de los cuatro que cargaban el palanquín del rey.
Vieron a Yada Bharatá trabajando en el campo y lo tomaron.
El rey estaba yendo a la ermita del sabio Kapilá, en las orillas del río Ikshumati para recibir conocimiento espiritual.
Bharatá tomó la manija del palanquín, pero —siendo un gñani (alma autorrealizada)— no quería herir ni siquiera a los insectos que se le cruzaban en el camino.
Por eso él caminaba muy lento, mientras que los otros cargadores iban más rápido.
El resultado fue que el palanquín se sacudía.
El rey entonces reprendió a los cargadores.
«¿Qué les pasa? —preguntó el rey iracundo—. ¿No soportan el peso del palanquín? ¿Es que están cansados? ¡Pues a mí me parecen bastante fuertes!».
Bharatá el Idiota respondió: «¿Quién soy yo, a quien usted le habla? Todo lo que usted puede ver es mi cuerpo.
Pero yo no soy este cuerpo.
En realidad yo soy un alma.
Yo no estoy cansado ni soy fuerte, ni estoy cargando su palanquín sobre este hombro, porque yo no soy el cuerpo».
El rey quedó asombrado por esa respuesta.
Saltó del palanquín y cayó a los pies de Bharatá el Idiota, y se disculpó por su ignorancia, y le rogó que le enseñara ese conocimiento sagrado.
Entonces Yada Bharatá le enseñó acerca de la verdadera naturaleza del ser, que nunca se destruye, y que pasa por diferentes cuerpos, de una vida a otra.
También le contó la historia del sabio Ribhú para ejemplificar su filosofía.

## En la tradición yaina
En la tradición yaina, Rishabhadeva es un tirthankara, y Bharatá (el hermano mayor de BajuBali) es un rey chakravarti (emperador del mundo), que se convirtió en monje y finalmente alcanzó el nirvana.
Algunos templos yain —como el de Shravanabelagola— tienen ídolos de Bharatá como un monje yaina.
El templo Irinjalakuda (Koodalmanikam) Bharatá (en Keralá) originalmente estaba dedicado a Bharatá como deidad yaina.